# Litouwen op het Eurovisiesongfestival 2014

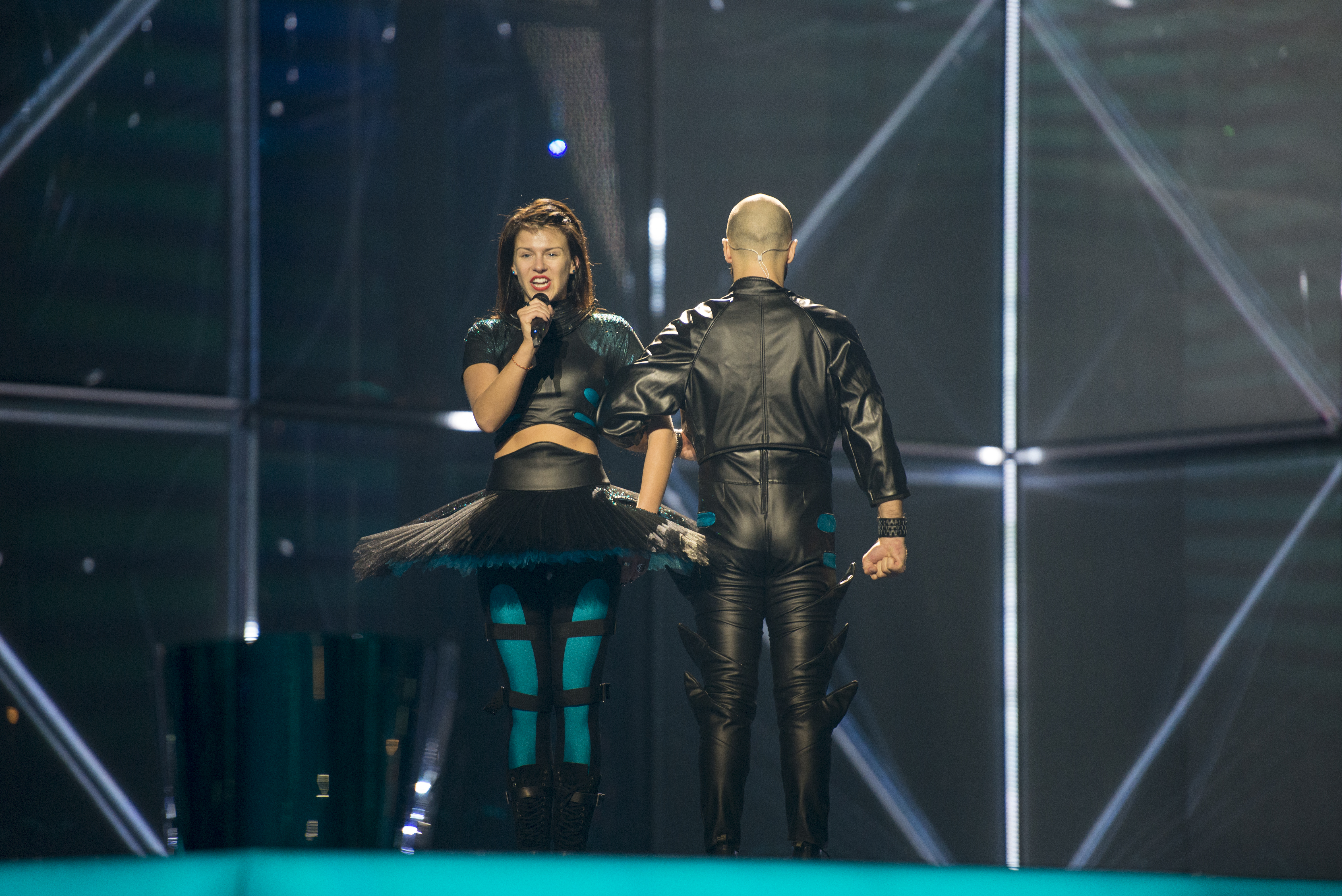
Vilija Matačiūnaitė wist zich niet te plaatsen voor de finale van het Eurovisiesongfestival 2014

Litouwen nam deel aan het Eurovisiesongfestival 2014 in Kopenhagen, Denemarken. Het was de 15de deelname van het land op het Eurovisiesongfestival. De LRT was verantwoordelijk voor de Litouwse bijdrage voor de editie van 2014.

## Selectieprocedure
Op 2 oktober 2013 maakte de Litouwse nationale omroep bekend te zullen deelnemen aan de komende editie van het Eurovisiesongfestival. Diezelfde dag openden twee aparte inschrijvingen: een voor artiesten en een voor nummers. Na het verstrijken van de deadline, op 15 november 2013, deelde LRT mee 106 nummers te hebben ontvangen, waarvan er uiteindelijk zestien werden geselecteerd voor competitie. Het aantal artiesten dat zich inschreef, werd niet meegedeeld.
Eurovizijos deed net als in 2013 dienst als nationale preselectie voor het Eurovisiesongfestival. Het format werd wel helemaal omgegooid. Er werden twintig artiesten geselecteerd die mochten deelnemen aan Eurovizijos. Deze werden voorgesteld aan het grote publiek tijdens een concert ter ere van het twintigjarig jubileum van het Litouwse debuut op het Eurovisiesongfestival, op 14 december 2013. De hele selectieprocedure zou oorspronkelijk tien weken in beslag nemen, en worden gepresenteerd door Simona Nainė en Arūnas Valinskas. De punten werden voor de helft uitgereikt door de televoters en voor de andere helft door een Litouwse vakjury, aangevuld met één muziekexpert uit Duitsland, één uit Rusland en één uit Zweden.
De Litouwse preselectie bestond uit twee aparte zoektochten: één naar een nummer en vervolgens naar een geschikte artiest. Op 21 en 28 december vonden de eerste twee voorrondes plaats, waarin telkens tien artiesten aantraden en Eurovisieklassiekers ten gehore brachten. De beste vijf gingen telkens door naar de volgende ronde. Tijdens de derde en vierde show viel telkens één artiest af. Tijdens de vijfde en zesde show werden de titels van de deelnemende nummers openbaar gemaakt. Elke artiest zong telkens twee nummers; één tijdens de vijfde show, het andere tijdens de zesde show. Aan het einde van de vijfde voorronde viel één artiest af. In de zesde show mocht Justinas Lapatinskas, de kandidaat die een week eerder was afgevallen, wel nog eenmaal aantreden om zijn tweede nummer te presenteren. Na afloop van de zesde show viel er wederom één kandidaat en ditmaal ook vier nummers af, twee uit de vijfde en twee uit de zesde show. In de zevende show vielen één artiest en twee nummers af.
Tijdens de achtste show, op 8 februari 2014, zou worden beslist beslist welk nummer Litouwen zou vertegenwoordigen in Kopenhagen. Tegelijkertijd zou er wederom één artiest afvallen. Een week later zouden de vier overgebleven artiesten dan het winnende nummer van een week eerder ten gehore brengen, waarna beslist zou worden wie van de vier namens Litouwen mocht deelnemen aan het Eurovisiesongfestival 2014. Op 22 januari werd bekendgemaakt dat wegens het succes van de nationale preselectie, er twee extra shows kwamen en de finale dus twee weken later zou plaatsvinden. Tijdens de tiende show werd aldus het lied gekozen. Een week later werd beslist welke artiest naar Kopenhagen zou mogen.
Uiteindelijk werd op 23 februari beslist dat Attention de Litouwse inzending voor het negenenvijftigste Eurovisiesongfestival zou zijn. Een week later brachten Vilija Matačiūnaitė, Mia en Vaidas Baumila elk een eigen versie van dit nummer. Vilija Matačiūnaitė kreeg zowel de voorkeur van de juryleden als van het grote publiek, en mocht aldus Litouwen vertegenwoordigen in Kopenhagen.

## Eurovizijos 2014

### Voorrondes

#### Eerste show
21 december 2013
| Plaats | Artiest                | Lied (buiten competitie) |
| ------ | ---------------------- | ------------------------ |
| 1      | Vilija Matačiūnaitė    | Hasheket shenish'ar      |
| 2      | Vaidas Baumila         | L'essenziale             |
| 3      | Aistė Pilvelytė        | Euphoria                 |
| 4      | VIG Roses              | Cool vibes               |
| 5      | Justinas Lapatinskas   | New tomorrow             |
| 6      | Julija Jegorova        | Shady lady               |
| 7      | Jurijus Veklenko       | Standing still           |
| 8      | Sasha Son              | Ne partez pas sans moi   |
| 9      | Aleksandra Metalnikova | Wild dances              |
| 10     | Juozas Butnorius       | Fly on the wings of love |

#### Tweede show
28 december 2013
| Plaats | Artiest                | Lied (buiten competitie) |
| ------ | ---------------------- | ------------------------ |
| 1      | Mia                    | Only teardrops           |
| 2      | Martynas Kavaliauskas  | All night long           |
| 3      | Monika Linkytė         | Gravity                  |
| 4      | Ieva Zasimauskaitė     | Satellite                |
| 5      | Kristina Radžiukynaitė | Everything               |
| 6      | Pop Ladies             | Molitva                  |
| 7      | Gintė Sičiūnaitė       | Is it true?              |
| 8      | Soliaris               | It's my time             |
| 9      | Neringa Šiaudikytė     | Believe                  |
| 10     | Tadas Vilčinskas       | Never let you go         |

#### Derde show
4 januari 2014
| Plaats | Artiest                | Lied (buiten competitie)  |
| ------ | ---------------------- | ------------------------- |
| 1      | Vaidas Baumila         | Meilę skolingas tau       |
| 2      | Mia                    | Saulė                     |
| 3      | Monika Linkytė         | Pavakarys                 |
| 4      | Ieva Zasimauskaitė     | Jurgos klejonės           |
| 5      | Martynas Kavaliauskas  | Gyvenam kartą             |
| 6      | Vilija Matačiūnaitė    | Lyja                      |
| 7      | VIG Roses              | Nakty                     |
| 8      | Kristina Radžiukynaitė | Aš žiūriu į tave, pasauli |
| 9      | Justinas Lapatinskas   | Ar mylit ją jūs?          |
| 10     | Aistė Pilvelytė        | Užgimimas                 |

#### Vierde show
11 januari 2014
| Plaats | Artiest                | Lied (buiten competitie)              |
| ------ | ---------------------- | ------------------------------------- |
| 1      | Martynas Kavaliauskas  | Let her go                            |
| 2      | Monika Linkytė         | Radioactive                           |
| 3      | Ieva Zasimauskaitė     | Dear Mr. President                    |
| 4      | Mia                    | Broken-hearted girl                   |
| 5      | Vilija Matačiūnaitė    | Spectrum (say my name)                |
| 6      | VIG Roses              | Free your mind                        |
| 7      | Vaidas Baumila         | Saturday night's alright for fighting |
| 8      | Justinas Lapatinskas   | We found love                         |
| 9      | Kristina Radžiukynaitė | Wings                                 |

#### Vijfde show
18 januari 2014
| Plaats | Artiest               | Lied                  |
| ------ | --------------------- | --------------------- |
| 1      | Vilija Matačiūnaitė   | Attention             |
| 2      | Mia                   | Take a look at me now |
| 3      | Ieva Zasimauskaitė    | One                   |
| 4      | Vaidas Baumila        | Dying                 |
| 5      | Monika Linkytė        | Breakaway             |
| 6      | VIG Roses             | In the rain           |
| 7      | Martynas Kavaliauskas | It's not too late     |
| 8      | Justinas Lapatinskas  | Last date             |

#### Zesde show
25 januari 2014
| Plaats | Artiest               | Lied                          |
| ------ | --------------------- | ----------------------------- |
| 1      | Leva Zasimauskaitė    | Blowing out cobwebs           |
| 2      | Monika Linkytė        | It's all about a boy          |
| 3      | Martynas Kavaliauskas | New beginning                 |
| 4      | Vaidas Baumila        | Worlds apart                  |
| 5      | Vilija Matačiūnaitė   | You found me                  |
| 6      | Mia                   | Let's share that love tonight |
| 7      | VIG Roses             | Silent tears                  |
| 8      | Justinas Lapatinskas  | It this the way (you want me) |

#### Zevende show
1 februari 2014
| Plaats | Artiest               | Eerste lied                   | Tweede lied                   |
| ------ | --------------------- | ----------------------------- | ----------------------------- |
| 1      | Monika Linkytė        | Worlds apart                  | Take a look at me now         |
| 2      | Mia                   | Blowing out cobwebs           | Attention                     |
| 3      | Martynas Kavaliauskas | Breakaway                     | Dying                         |
| 4      | Vaidas Baumila        | It's not too late             | Last date                     |
| 5      | Vilija Matačiūnaitė   | Is this the way (you want me) | Let's share that love tonight |
| 6      | Ieva Zasimauskaitė    | You found me                  | It's all about a boy          |

#### Achtste show
8 februari 2014
| Plaats | Artiest               | Eerste lied         | Tweede lied                   |
| ------ | --------------------- | ------------------- | ----------------------------- |
| 1      | Vilija Matačiūnaitė   | Blowing out cobwebs | Dying                         |
| 2      | Mia                   | It's not too late   | It's all about a boy          |
| 3      | Monika Linkytė        | You found me        | Let's share that love tonight |
| 4      | Vaidas Baumila        | Attention           | Is this the way (you want me) |
| 5      | Martynas Kavaliauskas | World apart         | Take a look at me now         |

#### Negende show
15 februari 2014
| Plaats | Artiest             | Eerste lied                   | Tweede lied           |
| ------ | ------------------- | ----------------------------- | --------------------- |
| 1      | Mia                 | Let's share that love tonight | Take a look at me now |
| 2      | Vaidas Baumila      | Dying                         | It's not too late     |
| 3      | Vilija Matačiūnaitė | World apart                   | It's all about a boy  |
| 4      | Monika Linkytė      | Attention                     | Blowing out cobwebs   |

### Selectie lied
23 februari 2014
| Plaats | Lied                  |
| ------ | --------------------- |
| 1      | Attention             |
| 2      | Take a look at me now |
| 3      | It's all about a boy  |

### Selectie artiest
1 maart 2014
| Plaats | Artiest             |
| ------ | ------------------- |
| 1      | Vilija Matačiūnaitė |
| 2      | Mia                 |
| 3      | Vaidas Baumila      |

## Kopenhagen
Litouwen moest in Kopenhagen eerst aantreden in de tweede halve finale, op donderdag 8 mei. Vilija Matačiūnaitė trad als zevende van vijftien acts op, na Conchita Wurst uit Oostenrijk en net voor Softengine uit Finland. Bij het openen van de enveloppen bleek dat Litouwen zich niet had weten te plaatsen voor de finale. Na afloop van de finale werd duidelijk dat Vilija Matačiūnaitė op de elfde plaats was geëindigd in de tweede halve finale, met 36 punten. Wel won Matačiūnaitė de Barbara Dex Award voor het slechtste kostuum.
1994 · 1995-1998 · 1999 · 2000 · 2001 · 2002 · 2003 · 2004 · 2005 · 2006 · 2007 · 2008 · 2009 · 2010 · 2011 · 2012 · 2013 · 2014 · 2015 · 2016 · 2017 · 2018 · 2019 · 2020 · 2021 · 2022 · 2023 · 2024 · 2025
Albanië · Armenië · Azerbeidzjan · België · Denemarken · Duitsland · Estland · Finland · Frankrijk · Georgië · Griekenland · Hongarije · Ierland · IJsland · Israël · Italië · Letland · Litouwen · Macedonië · Malta · Moldavië · Montenegro · Nederland · Noorwegen · Oekraïne · Oostenrijk · Polen · Portugal · Roemenië · Rusland · San Marino · Slovenië · Spanje · Verenigd Koninkrijk · Wit-Rusland · Zweden · Zwitserland